# Hurlbut Gletscher
Hurlbut Gletscher är en glaciär i Grönland (Kungariket Danmark).   Den ligger i kommunen Qaasuitsup, i den nordvästra delen av Grönland, 1 600 km nordväst om huvudstaden Nuuk. Hurlbut Gletscher ligger 83 meter över havet.
Terrängen runt Hurlbut Gletscher är huvudsakligen kuperad, men åt nordost är den platt. Havet är nära Hurlbut Gletscher norrut.  Trakten runt Hurlbut Gletscher är nära nog obefolkad, med mindre än två invånare per kvadratkilometer. Det finns inga samhällen i närheten.